# Amityville
Amityville är ett samhälle i Suffolk County på Long Island i delstaten New York, USA. Invånarantalet är 9 523 (2010).

## Morden i Amityville

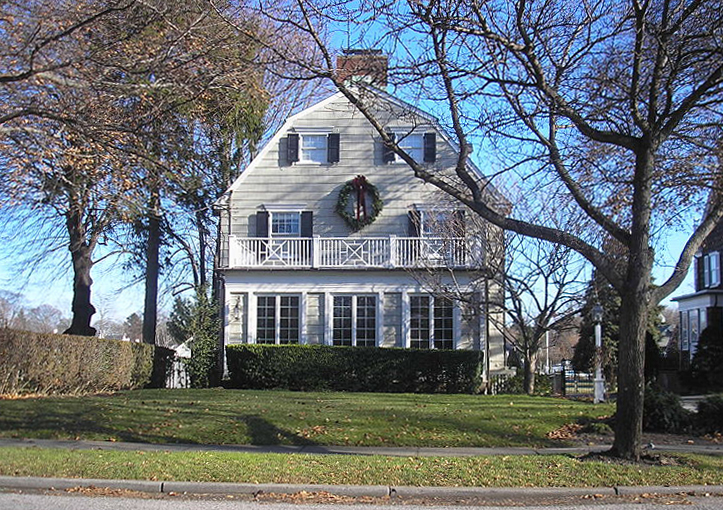
Det berömda huset i Amityville.De karaktäristiska kvartscirkelformade fönstren på övervåningen har ändrats till rektangulära.

Amityville nog bäst känt från boken The Amityville Horror, skriven av Jay Anson, som publicerades 1977, och gjordes till ett antal skräckfilmer i Huset som Gud glömde-serien, mellan 1979 och 2005. Berättelsen är baserad på det verkliga mordfallet, då i november 1974, Ronald DeFeo, Jr. sköt sex familjemedlemmar på 112 Ocean Avenue. I december 1975 flyttade Familjen Lutz in i huset, men lämnade sitt nya hem efter 28 dagar. De påstod att de blivit terroriserade av paranormala fenomen som skapats av huset. Även dokumentärfilmer har gjorts 2005, 2010 och 2011.

## Hollywood
- Se mer om The Amityville Horror (skräck- och dokumentärfilmer).

## Kända invånare
- Henry Austin
- Mae Capone fru till Al Capone
- Benjamin Britten - compositör 1939-1942.
- Eddie Reyes - grundare Taking Back Sunday
- Familjen Lutz - ägde 112 Ocean Avenue mellan 1975 och 1976
- De La Soul - Hiphoptrio
- Annie Oakley - prickskytt
- Alec Baldwin - skådespelare
- Ronald DeFeo Jr. - massmördare
- Kevin R. Kregel - astronaut